# موسی اولویف
موسی گیلانی‌ویچ اولویف (روسی: Муса Гиланиевич Евлоев؛ IPA: [mʊˈsa ɪ̯ɪˈvɫo(ɪ̯)ɪf]؛ زادهٔ ۳۱ مارس ۱۹۹۳) کشتی‌گیر اهل روسیه در دستهٔ ۹۷ کیلوگرم کشتی فرنگی است. اولویف برندهٔ مدال طلای المپیک ۲۰۲۰ توکیو، قهرمان دو دورهٔ پیاپی مسابقات قهرمانی کشتی جهان در سال‌های ۲۰۱۸ و ۲۰۱۹، و نیز قهرمان دو دورهٔ مسابقات قهرمانی کشتی اروپا در سال‌های ۲۰۱۹ و ۲۰۲۱ است.

## فعالیت حرفه‌ای

### مسابقات قهرمانی کشتی جهان ۲۰۱۷
اولویف در وزن ۹۸ کیلو مسابقات قهرمانی کشتی فرنگی جهان ۲۰۱۷ پاریس حاضر بود که اوزور ژوژوپبیکوف از قرقیزستان، اوزور ژوژوپبیکوف از قرقیزستان، بالاس کیس از مجارستان، چوسری آتافی از مراکش، ملونین نومونوی از فرانسه را شکست داد و به فینال رسید. وی در فینال از آرتور الکسانیان قهرمان المپیک ریو ۲۰۱۶ از ارمنستان شکست خورد و به مدال نقره بسنده کرد.<

### مسابقات قهرمانی کشتی جهان ۲۰۱۸
اولویف در وزن ۹۷ کیلو مسابقات قهرمانی کشتی جهان ۲۰۱۸ بوداپست حاضر بود که پس از غلبه بر بکسلطان محموداف از قرقیزستان، مهدی علیاری از ایران، مهدی علیاری از ونزوئلا و آرتور الکسانیان از ارمنستان به فینال رسید. وی در فینال کیریل میلوف از بلغارستان را شکست داد و مدال طلا وزن ۹۷ کیلوگرم را بدست آورد.

### مسابقات قهرمانی کشتی جهان ۲۰۱۹
اولویف در وزن ۹۷ کیلوگرم کشتی فرنگی مسابقات قهرمانی کشتی جهان ۲۰۱۹ نورسلطان حاضر بود که جهانگیر توردیف از ازبکستان، یوتا نارا از ژاپن، تادیوس میچالیک از لهستان و میهایل کاجایا از صربستان را شکست داد و به فینال رسید. وی در فینال آرتور الکسانیان از ارمنستان را شکست داد و مدال طلا وزن ۹۷ کیلوگرم را بدست آورد.

### المپیک ۲۰۲۰ توکیو
اولویف در وزن ۹۷ کیلوگرم کشتی فرنگی المپیک ۲۰۲۰ توکیو حاضر بود که گئورگی ملیا از گرجستان، الکس زوکه از مجارستان و تادیوس میچالیک از لهستان را شکست داد و به فینال رسید. وی در فینال آرتور الکسانیان از ارمنستان را شکست داد و مدال طلا وزن ۹۷ کیلوگرم را بدست آورد.
پس از انتشار عکسی از اولویف ایستاده در کار یک پوستر «نه به نازیسم» او از شرکت در تورنمنت انتخابی بازی‌های المپیک تابستانی ۲۰۲۴ محروم شد.